# Ashfield (Massachusetts)
Ashfield è un comune degli Stati Uniti d'America facente parte della contea di Franklin nello stato del Massachusetts.
Nel 1881 vi nacque il regista Cecil B. DeMille.